# آپتنیا
 آپتنیا(نام علمی: Aptenia) نام یک سرده از تیره علف‌فرشیان است.
در فارسی با نام ناز یخی شناخته شده است. ناز یخی نامی عمومی است که برای چندین گیاه گوشتی بکار می‌رود. این گیاه بومی آفریقای جنوبی بوده و همگی دارای برگ‌های ضخیم و آبدار بوده که بیشتر دارای سطح خاکستری یا کریستالی هستند. اغلب‌شان گل‌های زیبا تولید کرده که برخی درخشان بوده بطوریکه گل‌های مینا مانند با گلبرگ‌های ابریشمی را تداعی می‌کنند. این گل‌ها زنبورعسل را جلب می‌کنند.
دارای ۴ گونۀ زیر می‌باشد:
- Aptenia cordifolia (L.f.) Schwantes – heart-leaf iceplant, baby sun-rose
- Aptenia geniculiflora (L.) Bittrich ex Gerbaulet
- Aptenia haeckeliana (A.Berger) Bittrich ex Gerbaulet
- Aptenia lancifolia L.Bolus